# Cabinet Schwarz
Schleswig-Holstein
Barschel II Engholm I
Le cabinet Schwarz (Kabinett Schwarz, en allemand) est le gouvernement régional intérimaire du Land de Schleswig-Holstein entre le 2 octobre 1987 et le 31 mai 1988, durant la onzième législature du Landtag.

## Coalition et historique
Dirigé par le vice-ministre-président, ministre des Affaires fédérales, chrétien-démocrate sortant Henning Schwarz, il est soutenu par la seule Union chrétienne-démocrate d'Allemagne (CDU), qui dispose de 33 députés sur 74 au Landtag, soit 44,5 % des sièges.
Il a été formé à la suite des élections législatives régionales du 13 septembre 1987 et succède second cabinet du chrétien-démocrate Uwe Barschel. À l'issue des élections, la CDU a perdu sa majorité absolue, mais droite et gauche se sont retrouvées à égalité de sièges, avec 37 élus chacune. Barschel ayant démissionné, puis mis fin à ses jours, à la suite de sa mise en cause dans une affaire d'espionnage électoral, le vice-ministre-président Schwarz a donc été chargé de l'intérim, le temps de l'organisation d'un nouveau scrutin.
Lors des élections législatives régionales anticipées du 8 mai 1988, le Parti social-démocrate d'Allemagne (SPD) s'est imposé avec une nette majorité absolue en voix et sièges, permettant à Björn Engholm de constituer son premier gouvernement.

## Composition

### Initiale
| Portefeuille                                                             | Nom | Nom                                             | Parti |
| ------------------------------------------------------------------------ | --- | ----------------------------------------------- | ----- |
| Ministre-président (intérim) Ministre des Affaires fédérales             |     | Henning Schwarz                                 | CDU   |
| Ministre de l'Intérieur                                                  |     | Karl Eduard Claussen                            | CDU   |
| Ministre des Finances Ministre de l'Économie et des Transports (intérim) |     | Roger Asmussen                                  | CDU   |
| Ministre de l'Éducation                                                  |     | Peter Bendixen                                  | CDU   |
| Ministre de l'Alimentation, de l'Agriculture et des Forêts               |     | Günter Flessner                                 | CDU   |
| Ministre de la Justice                                                   |     | Heiko Hoffmann                                  | CDU   |
| Ministre des Affaires sociales                                           |     | Ursula Gräfin Brockdorff (jusqu'au 21 mai 1988) | CDU   |